# Paredes (Portogallo)
Paredes (pɐ'ɾedɨʃ) è un comune portoghese di 83 376 abitanti situato nel distretto di Porto.

## Società

### Evoluzione demografica
| Popolazione di Paredes (1849 – 2004) | Popolazione di Paredes (1849 – 2004) | Popolazione di Paredes (1849 – 2004) | Popolazione di Paredes (1849 – 2004) | Popolazione di Paredes (1849 – 2004) | Popolazione di Paredes (1849 – 2004) | Popolazione di Paredes (1849 – 2004) | Popolazione di Paredes (1849 – 2004) | Popolazione di Paredes (1849 – 2004) |
| ------------------------------------ | ------------------------------------ | ------------------------------------ | ------------------------------------ | ------------------------------------ | ------------------------------------ | ------------------------------------ | ------------------------------------ | ------------------------------------ |
| 1849                                 | 1900                                 | 1930                                 | 1960                                 | 1981                                 | 1991                                 | 2001                                 | 2004                                 |                                      |
| 17 286                               | 20 911                               | 26 304                               | 43 388                               | 67 693                               | 72 999                               | 83 376                               | 85 428                               |                                      |

## Freguesias (municipi)
- Aguiar de Sousa
- Astromil
- Baltar
- Beire
- Besteiros
- Bitarães
- Castelões de Cepeda {freguesia/città (cidade de) Paredes}
- Cete
- Cristelo
- Duas Igrejas
- Gandra {cidade}(città)
- Gondalães
- Louredo
- Madalena
- Mouriz
- Parada de Todeia
- Rebordosa {cidade}(città)
- Recarei
- São Salvador de Lordelo {cidade}(città)
- Sobreira
- Sobrosa
- Vandoma
- Vila Cova de Carros
- Vilela